# 吉川経高
吉川 経高（きっかわ つねたか）は、鎌倉時代末期の武士、御家人。吉川氏5代当主。事実上の安芸吉川氏の祖である。安芸国駿河丸城主。

## 生涯
文永4年（1267年）に、父・吉川経光から家督を相続。この頃の吉川氏は本領の駿河国入江荘吉河だけではなく、安芸大朝荘や播磨国福井荘にも所領を抱えていた。
しかしその管理が不十分であり、所領を横領される等の事件が相次いだ。そのため正和2年（1313年）、経高は鎌倉幕府に所領の返還を求めた。その訴えが認められると、総領の経高は80歳近い老躯をおして、本領の駿河を離れ、安芸大朝荘に移住した。
中央情勢に左右されやすく、また弱小の御家人では関東近隣での生き残りが難しいと考えたためと推測される。
その一方、次弟経盛に播磨福井荘を、三弟経茂に石見国津淵荘の地頭職を、末弟経時を駿河に配している。四弟経信は大朝まで同行させ、大朝の一部を与えて自身の補佐とした。大朝に入ると駿河丸城を築城し、居城とした。
元応元年（1319年）、家督を嫡男の経盛に譲る。同年86歳で没する。
吉川氏を安芸国に移住させることによって、後の吉川氏の発展と、その名と血脈を現代まで残すことに成功した功労者と言えよう。